# سوتشيل توريس سمول
سوتشيل ليانا توريس سمول (بالإنجليزية: Xochitl Liana Torres Small)‏ هي سياسية ومحامية أمريكية من الحزب الديمقراطي ولدت في يوم 15 نوفمبر 1984 في مدينة بورتلاند في ولاية أوريغون. درست العلوم السياسية في جامعة جورجتاون، وثم درست القانون في جامعة نيومكسيكو. انتخبت كعضوة في مجلس النواب الأمريكي في سنة 2018 لتمثل المقاطعة الثانية في نيومكسيكو، حيث خلفت الجمهوري ستيف بيرس. في سنة 2020 خسرت مقعدها أمام إيفيت هيرل.